# The Game (альбом Queen)
The Game — восьмой студийный альбом британской рок-группы Queen, выпущенный 30 июня 1980 года лейблами EMI Records в Великобритании и Elektra Records в США. Звучание игры отличается от ее предшественника, Jazz (1978). «The Game» стал первым альбомом Queen, в котором использовался синтезатор (Oberheim OB-X).
Получив критический и коммерческий успех, «The Game» стал единственным альбомом Queen, достигшим № 1 в США, а также стал их самым продаваемым студийным альбомом в США, на сегодняшний день продано четыре миллиона копий, что сопоставимо с продажами «News of the World». Известные песни на альбоме включают бас-гитарную композицию «Another One Bites the Dust» и рок-н-ролльную «Crazy Little Thing Called Love», обе из которых достигли № 1 в США. Он был переиздан в мае 2003 года на DVD-Audio с объемным звуком Dolby 5.1 и DTS 5.1. В миксе «Coming Soon» версии 5.1 присутствует альтернативный бэк-трек, поскольку при микшировании альбома до версии 5.1 не удалось найти финальные мастер-кассеты.

## Об альбоме
Альбом был записан в студии «Musicland» в Мюнхене (ФРГ) с июня 1979 по май 1980 года. На этом альбоме впервые в истории Queen были использованы синтезаторы. Песня «Coming Soon» родилась как инструментальная композиция ещё во время записи альбома Jazz, песни «Crazy Little Thing Called Love», «Sail Away Sweet Sister» и «Save Me» были записаны в июне-июле 1979 года, остальные песни записывались с февраля по май 1980 года. Титульная песня диска — «Play the Game» — звучала на концертах на протяжении 1980 — 1982 годов, а «Another One Bites the Dust» — на всех (кроме Live Aid). Фредди Меркьюри вообще очень нравилась эта песня, как и весь альбом, который они с Джоном Диконом считали лучшим.
Песня «Crazy Little Thing Called Love», придуманная Меркьюри в ванной, стала единственной, которую он исполнял на гитаре. На концерте на «Уэмбли» в 1986 году, выходя на сцену с гитарой, он сказал: «Вы все, конечно же, знаете, что я могу сыграть на этой чёртовой гитаре. Правда, мне иногда кажется, что это гитара играет на мне!»
Альбом был хорошо принят слушателями: он стал пятикратно платиновым в одной только Канаде. Это единственный альбом Queen, занявший первые места в хит-парадах Великобритании и США.

## Клипы к альбому
1. «Crazy Little Thing Called Love» — Фредди в образе Элвиса Пресли. Рок-н-рольный образ песни дополнен профессиональной подтанцовкой и выкаченным на сцену мотоциклом. Брайан играет на «Fender Telecaster», который затем, специально для этой песни, будет взят на некоторые концерты.
2. «Save Me» — «Queen» впервые используют анимацию, в данном случае, в японском стиле. Само действие происходит на сцене.
3. «Play the Game» — первый клип «Queen», в котором Фредди снимался с усами. На заднем плане за сценой горит огонь, меняющий цвет — одно из первых применений компьютерной графики. Брайан Мэй играет не на своей «Red Special», возможно из-за эпизода, в котором Фредди вырывает у него гитару и кидает обратно.
4. «Another One Bites the Dust» — снятый в далласской студии «Reunion», в США, клип имитирует концертное выступление группы.

## Список композиций
| №  | Название                         | Автор(ы) | Длительность |
| -- | -------------------------------- | -------- | ------------ |
| 1. | «Play the Game»                  | Меркьюри | 3:30         |
| 2. | «Dragon Attack»                  | Мэй      | 4:18         |
| 3. | «Another One Bites the Dust»     | Дикон    | 3:35         |
| 4. | «Need Your Loving Tonight»       | Дикон    | 2:50         |
| 5. | «Crazy Little Thing Called Love» | Меркьюри | 2:44         |

| №   | Название                 | Автор(ы) | Длительность |
| --- | ------------------------ | -------- | ------------ |
| 6.  | «Rock It (Prime Jive)»   | Тейлор   | 4:33         |
| 7.  | «Don’t Try Suicide»      | Меркьюри | 3:52         |
| 8.  | «Sail Away Sweet Sister» | Мэй      | 3:33         |
| 9.  | «Coming Soon»            | Тейлор   | 2:51         |
| 10. | «Save Me»                | Мэй      | 3:50         |

## В записи участвовали
- Фредди Меркьюри — ведущий вокал (песни 1—5, 7, 9, 10), со-вокал (песни 6, 8), бэк-вокал (все песни), фортепиано (песни 1, 7, 8), синтезатор (песня 1), акустическая гитара (песня 5)
- Брайан Мэй — электрогитара (все песни), бэк-вокал (песни 1, 2, 4—8, 10), акустическая гитара (песни 7, 8, 10), синтезатор (песни 8, 10), фортепиано (песня 10), ведущий вокал (песня 8)
- Джон Дикон — бас-гитара (все песни), электрогитара (песня 3), акустическая гитара (песня 4), фортепиано (песня 3), перкуссия (песня 3)
- Роджер Тейлор — ударные (все песни), бэк-вокал (все песни, кроме 3), электрогитара (песни 6, 9), синтезатор (песни 6, 9), ведущий вокал (песня 6, «A Human Body»), со-вокал (песня 9), перкуссия
- В песне 3 Тэйлор наиграл два барабанных такта. В студии их превратили в сэмпл, закольцованный для использования в песне.

## Позиции в чартах
| Чарт (1980)                     | Наивысшая позиция |
| ------------------------------- | ----------------- |
| Austrian Albums Chart           | 5                 |
| Canadian Albums Chart           | 1                 |
| Dutch Albums Chart              | 1                 |
| Italian Albums Chart            | 10                |
| Japanese Albums Chart           | 5                 |
| New Zealand Albums Chart        | 11                |
| Norwegian Albums Chart          | 2                 |
| Swedish Albums Chart            | 7                 |
| UK Albums Chart                 | 1                 |
| U.S. Billboard 200              | 1                 |
| U.S. Billboard R&B Albums Chart | 8                 |
| West German Albums Chart        | 2                 |

| Чарт (1980)                  | Позиция |
| ---------------------------- | ------- |
| Austrian Albums Chart        | 15      |
| Великобритания (Gallup Poll) | 41      |
| Italian Albums Chart         | 40      |
| Канада (RPM Year-End)        | 14      |
| Japanese Albums Chart        | 79      |
| Чарт (1981)                  | Позиция |
| Canadian Albums Chart        | 44      |
| U.S. Billboard Year-End      | 55      |

## Сертификации
| Регион | Сертификация  | Продажи    |
| --- | ------------- | ---------- |
| Аргентина (CAPIF) | 2× Платиновый | 120 000^   |
| Австрия (IFPI Austria)                                                                                                   | Золотой       | 25 000*    |
| Германия (BVMI) | Золотой       | 250 000^   |
| Нидерланды (NVPI) | Золотой       | 50 000^    |
| Новая Зеландия (RMNZ) | Золотой       | 7500^      |
| Польша (ZPAV) · 2008 Agora SA album reissue                                                                              | Платиновый    | 20 000*    |
| Испания (PROMUSICAE) | Золотой       | 50 000^    |
| Великобритания (BPI) | Золотой       | 100 000^   |
| США (RIAA) | 4× Платиновый | 4 000 000^ |
| * Данные о продажах приведены только на основе сертификации. ^ Данные о тиражах приведены только на основе сертификации. |               |            |